# Les Sims : Histoires de vie
Les Sims : Histoires de vie est un jeu vidéo, le premier jeu de la série Histoires de Sims. Le jeu est une version des Sims 2 optimisé pour les ordinateurs portables et de bureau, et porte des similitudes avec les portages sur consoles. Dans le mode Histoire, le joueur débute la partie  commence avec les problèmes entre Riley Harlow et Vince Moore. Les récompenses sont déverrouillées à mesure que les objectifs fixés sont atteints. Dans le mode Classique, le joueur crée des Sims, puis choisit la façon dont ils vivent leur vie. Les Sims : Histoires de Vie a été publié le 6 février 2007.
Dans le mode Histoire, le jeu commence avec Riley Harlow, jeune femme qui voyage aux quatre coins de SimCity et qui commence une nouvelle vie avec sa tante Sharon. Une deuxième histoire suit la vie de Vincent Moore, un millionnaire qui est à la recherche de l'amour vrai. Après que les deux histoires soient terminées, le gameplay continue dans le ouvert en mode Classique, similaire au jeu Les Sims 2. Les villes dans lesquelles Riley et Vince vivent sont également disponibles pour jouer à la fin du jeu.
Le 3 décembre 2015, Aspyr a publié un portage du jeu pour OS X sur l'App Store.

## Système de jeu
Les Sims : Histoires de Vie utilise le même moteur de jeu et les mêmes mécaniques de jeu que Les Sims 2. En plus de l'open-world similaire aux Sims 3, le jeu dispose de deux scénarios prédéfinis. Dans chaque scénario, le joueur prend le contrôle d'un des deux protagonistes et est chargé de la réalisation de divers objectifs. Le jeu propose une utilisation importante de séquences scriptées pour créer des événements et des situations.
Il y a trois quartiers à jouer - un pour chacune des deux histoires, ainsi que d'un quartier ouvert.

## Réception
GameRankings attribue au jeu la note moyenne de 70%, basé sur 22 évaluations. Sur Metacritic, le jeu a reçu une note moyenne de 72 sur 100, basé sur 21 commentaires. IGN, qui a donné la note de 7,3/10 au jeu, a salué les exigences système minimales, mais il a critiqué son incapacité de permettre aux joueurs de faire leurs propres histoires.